# Тухоля-Жарська
Тухоля-Жарська (пол. Tuchola Żarska, нім. Tauchel) — село в Польщі, у гміні Любсько Жарського повіту Любуського воєводства.
Населення — 517 осіб (2011).
У 1975-1998 роках село належало до Зеленогурського воєводства.

## Демографія
Демографічна структура станом на 31 березня 2011 року:
|          | Загалом | Допрацездатний вік | Працездатний вік | Постпрацездатний вік |
| -------- | ------- | ------------------ | ---------------- | -------------------- |
| Чоловіки | 261     | 54                 | 190              | 17                   |
| Жінки    | 256     | 59                 | 161              | 36                   |
| Разом    | 517     | 113                | 351              | 53                   |